# 第二个五年计划 (中国)
第二個五年計畫（简称「二五」計劃）指中華人民共和國政府制定從1958年到1962年發展國民經濟的計畫。計劃由中國共產黨第八次全國代表大會正式通過由國務院總理周恩來主持編制的《關於發展國民經濟的第二個五年計劃的建議的報告》制定，但其後目標數字仍不斷修訂，最終因大躍進而沒有被切實執行。

## 基本任務

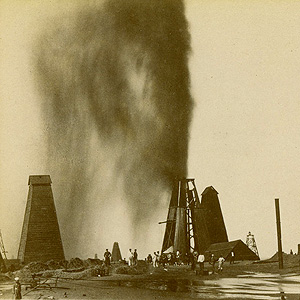
1959年起大慶油田的發現促進了石油工業

- 繼續進行以重工業為中心的工業建設，推進國民經濟的技術改造，建立中國社會主義工業化的鞏固基礎
- 繼續完成社會主義改造，鞏固和擴大集體所有製和全民所有制
- 在發展基本建設和繼續完成社會主義改造的基礎上，進一步發展工業、農業和手工業的生產，相應發展運輸業和商業
- 努力培養建設人才，加強科學研究工作，以適應社會主義經濟文化發展的需要
- 在工農業生產發展的基礎上，增強國防力量，提高人民的物質生活和文化生活的水平[2]

## 訂立過程
1955年8月，“二五”計畫開始編制。一開始在1956年國家計畫委員會《工農業總產值歷次方案》、《主要工農業產品產量歷次方案對照表》中的數字符合現實，預期每年的工農業總產值、糧食產量、棉花產量每年分別以9.9%、3.6%和5.6%增長；但隨著反對右傾保守思想運動的開展，每年的增長率被強行拉高至15.5%、20.6%、8.9%、7.8%、11.4%。加上作為基數的1955年產量估算偏高，指標變得不可能實現。但毛澤東認可了新指標，令正在編制中的財政收支、物資供應等計畫根本無法平衡。國家計委只好在6月提出新的“二五”計畫。周恩來決意推翻已有的冒進方案，在7月3日至5日召開了國務院常務會議，討論新方案。
國務院常務會議上，總理周恩來指出，糧食生產指標很難每年以6%以上的速度增長，鋼產量達到2700萬噸至3000萬噸不符現實、也沒有意義。他減少了主要工農業產品產量、基本建設投資的數額。
8月3日至16日，周恩來和副總理陳雲多次召開北戴河會議，對部分指標再作調整，回北京市後和張璽、薛暮橋等最後審定了“二五”計畫的建議。當時距中共八大召開不到1個月，離中共八大預備會只有十多天。

## 建立計劃時面臨的問題

### “多、快、好、省”問題
1956年初以來，由於反右運動，“多、快、好、省”的口號中，人們不敢再要求產品“好、省”。周恩來在最初的修改稿中仍然保留了這個口號，只是在“省”之後加寫了“又安全”3個字。但再三斟酌後，他刪掉了“二五”計畫的建議稿和報告稿中的“多、快、好、省”。

### 要求加快經濟發展
1955年後期，毛澤東已開始推動加快農業集體化和改造私營手工業，以求加快工業發展。他的壓力逼使1955年11-12月國家計委將二五計劃的各項指標重新提高。

### 地方分權
1956年，毛澤東稱會放鬆對資源分配的高度集中控制，以回應地方省份對中央控制過於僵硬的批評。

## 主要指標

### 社會主義工業化

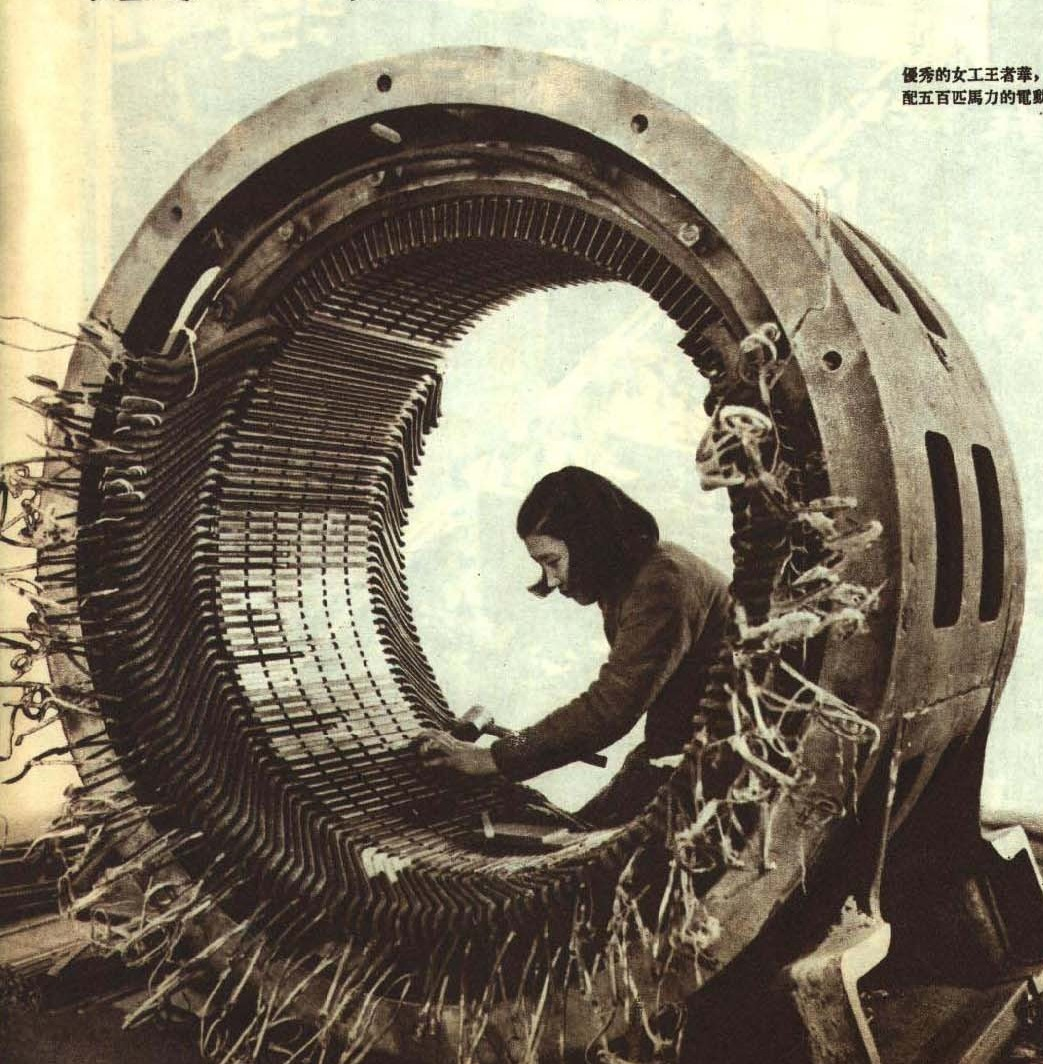
上海电机厂500匹马力电动机

1957年4月，國家計委的發展原則是「通過農業、輕工業的發展，來保證優先發展重工業的計畫。」
周恩來訂立「二五」計劃時的目標是在大約三個五年計劃時期內，基本上建成一個完整的工業體系，能夠生產各種主要的機器設備和、材料和消費品。冶金工業、機器製造工業、電力工業、煤炭工業和建築材料工業被作為重點工業建設。他還希望進行工業的技術改造來提高技術水準。 他期望第二個五年的基本建設投資額比第一個五年增長一倍左右，工農業總產值比一九五七年的數字增長百分之七十五，農業總產值增長百分之三十五，工業總產值增長一倍。

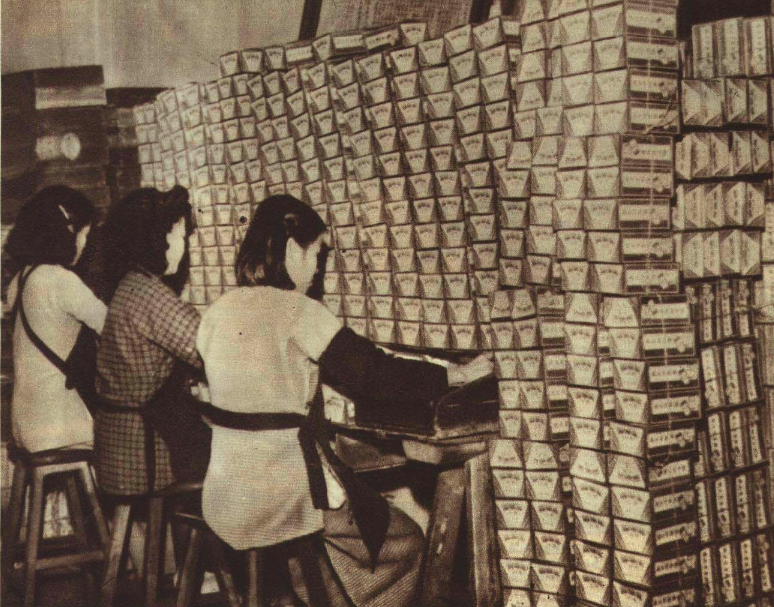
50年代广州兴华电池厂

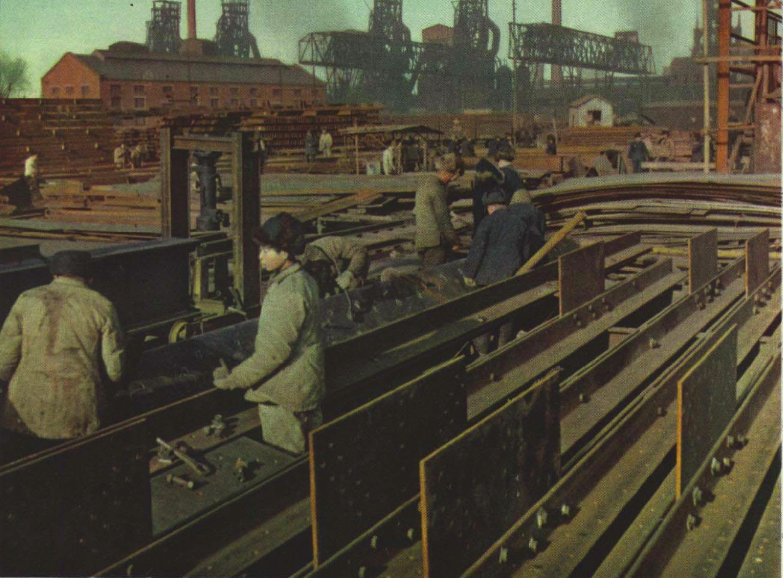
鞍山钢铁

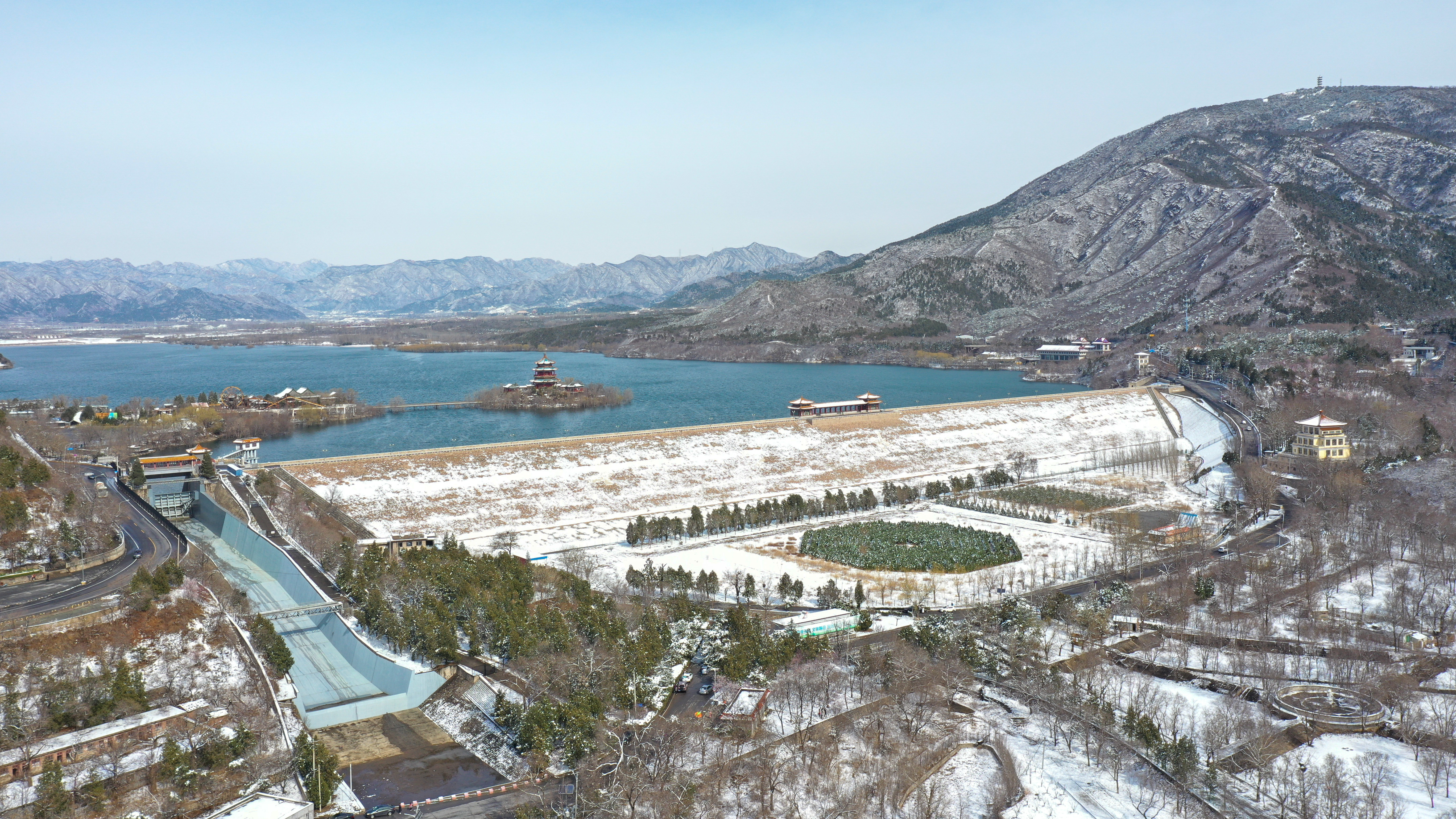
原定于第三个五年计划中建设的十三陵水库，在1958年竣工并投入使用。

### 資金分配
周恩來想降低國家預算中的國防和行政費用的比重，而提高經濟和文化教育支出的比重，即將經濟和文化教育支出所占的比重，由第一個五年的百分之五十六提高到百分之六十到七十。
第二個五年計劃的目標是使機器設備的自給率提高到約70%，降低對蘇聯進口機器的依賴。
此外，在第一個五年計劃期間，中國國內生產的鋼材只占國內需要量的80%左右，加上許多特殊品種的鋼材，全部或者幾乎全部要依靠進口解決，所以周恩來主張大力發展冶金工業，使鋼材和主要的有色金屬的數量和品種，都能夠基本上自給自足。

### 生產力分佈
周恩來主張加強內地工業的建設，以促進少數民族地區的經濟和文化發展。在第二個五年計劃期間，將繼續建設華中和內蒙古兩地區的鋼鐵工業中心，並積極建設西南、西北和三門峽周圍等地區以鋼鐵工業和大型水電站為中心的新工業基地，及繼續建設新疆地區的石油工業和有色金屬工業，並加強西藏地區的地質工作，以便未來在西藏發展工業。 

### 農業生產
第二個五年計劃的農業指標是:糧食產量五年合計達到22,000億斤，1962年達到5,000億斤。棉花產量五年合計達到21,000萬擔，1962年達到4,800百萬擔。5年內農業總產值增長35%。
計劃委員會和北京大学校長馬寅初都認清了農業提供的糧食和輕工業原料是人民生活質素的基礎，故贊成提高在農業和輕工業的投資。他們反對強制收購農民糧食和快速擴大農業社。

## 結局
1958年1月，毛澤東提出《工作方法六十條（草案）》，當中的為生產計畫作三本賬引致了浮誇風。三本賬是指中央要為生產計劃做兩本賬，一本是必成的計畫，對外公佈；第二本則是期成的計畫，不對外公佈。而地方政府也要作兩本賬，地方的第一本賬就是中央的第二本賬，這在地方是必成的；地方的第二本賬也是期成的。層層加碼下，指標變得不合理。
大躍進造成的浮誇風下1962年工農業總產值比1957年增長75%，農業總值增長約35%左右。工業總產值增長約一倍，但多數大躍進提煉的鋼鐵都是廢鐵。基本建設投資總額比一五增長一倍左右，國民收入比1957年增加50%，然而卻發生了三年困难时期的大饑荒。只有原煤、原油、發電量能達到規定指標，其他如鋼、水泥、糧食、棉花等都未能達到；糧食、棉花的產量甚至低於1952年的水準。1960年9月中共中央在《關於1961年國民經濟計劃控制數字的報告》中提出了國民經濟調整、充實、鞏固、提高的“八字方針”，國家發展轉入調整時期。